# Progressione del record mondiale dei 100 metri piani maschili

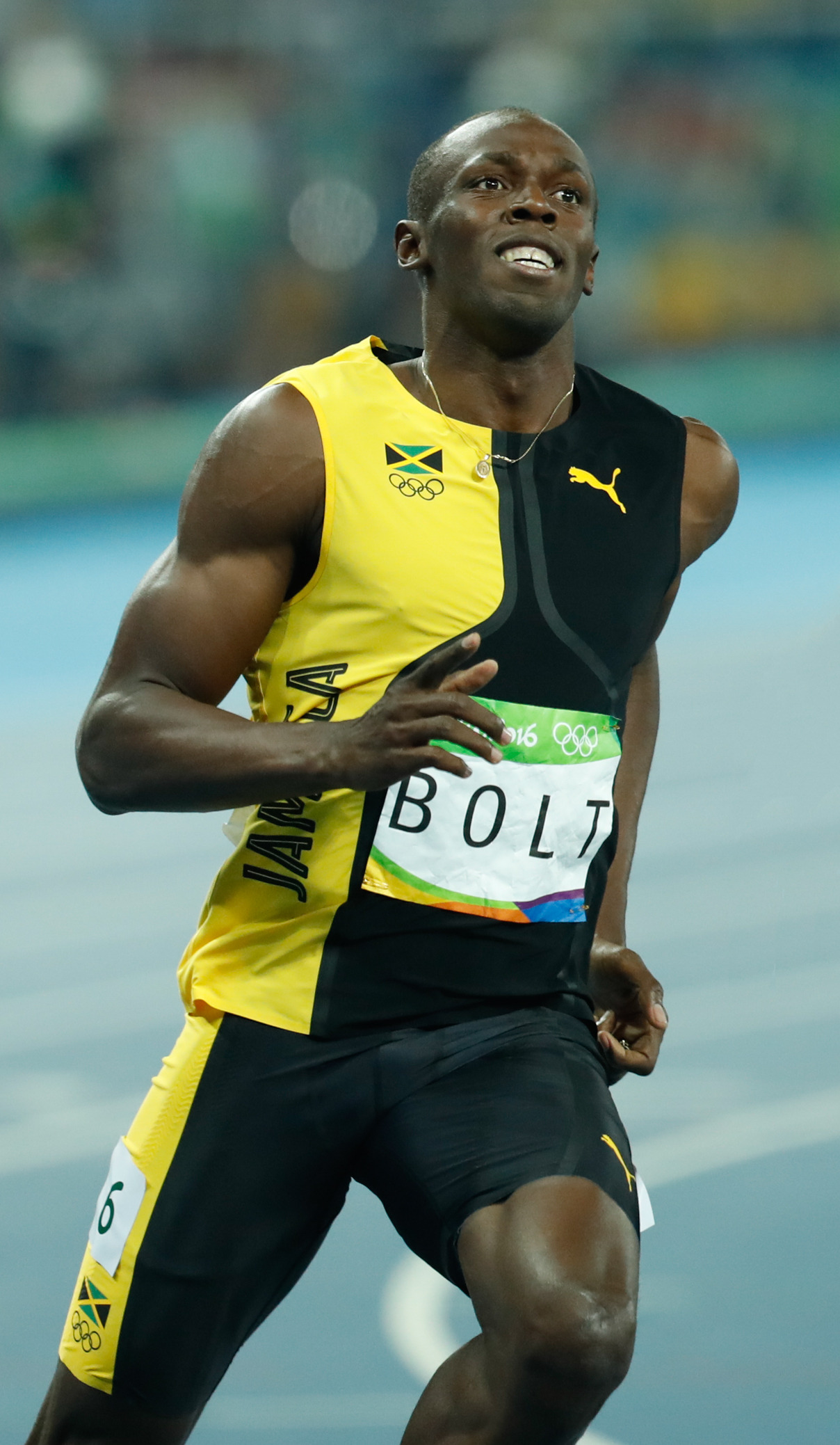
Usain Bolt, detentore del record mondiale della specialità

La voce seguente illustra la progressione del record mondiale dei 100 metri piani maschili di atletica leggera.
Il primo record mondiale maschile venne riconosciuto dalla federazione internazionale di atletica leggera nel 1912. Dal 1975 la federazione internazionale ha accettato anche il cronometraggio elettronico per i record nelle distanze fino ai 400 metri e dal 1977 ha richiesto, per l'omologazione dei record, unicamente il cronometraggio elettronico al centesimo di secondo.
Lo statunitense Jim Hines, vincitore dei Giochi olimpici di Città del Messico 1968 col tempo di 9"95, è stato riconosciuto come primo detentore del record mondiale con cronometraggio elettronico. Ad oggi, la World Athletics ha ratificato ufficialmente 68 record mondiali di specialità.
I record del canadese Ben Johnson, 9"83 stabilito il 30 agosto 1987 e 9"79 ottenuto il 24 settembre 1988, sono stati annullati a seguito della squalifica subita per doping. Stessa sorte è accaduta al record dello statunitense Tim Montgomery, 9"78 ottenuto il 14 settembre 2002, e al record del connazionale Justin Gatlin, 9"77 corso il 12 maggio 2006, entrambi annullati per la positività degli atleti al controllo antidoping.

## Storia
Prima del 1912, anno in cui viene fondata l'International Amateur Athletics Federation (IAAF, nel 2019 rinominata World Athletics), non esisteva un organismo internazionale che si occupasse dell'omologazione dei primati mondiali nell'atletica leggera. La prima prestazione ad ottenere il riconoscimento ufficiale di record mondiale dei 100 metri piani da parte della IAAF viene realizzata durante i Giochi olimpici di Stoccolma 1912: si tratta del 10"6 fatto registrare dallo statunitense Donald Lippincott nelle batterie di qualificazione. Tale primato resterà imbattuto per quasi nove anni prima di essere superato da Charley Paddock, anch'egli statunitense, che lo porta a 10"4 nel 1921. Nel 1930, il canadese Percy Williams è il primo di una serie di velocisti a correre la distanza in 10"3: dopo di lui, gli afroamericani Eddie Tolan, Ralph Metcalfe ed Eulace Peacock, nonché l'olandese Chris Berger, eguaglieranno tale primato nel corso degli anni trenta, fino a quando Jesse Owens non fisserà il limite a 10"2 il 20 giugno 1936 a Chicago, tempo che verrà eguagliato più volte nel corso degli anni ma che resisterà come primato mondiale fino al 1956, quando Willie Williams lo porterà a 10"1. Nel 1960, il tedesco Armin Hary è il primo atleta a raggiungere la soglia dei 10" netti (nonostante il cronometraggio elettronico gli attribuisca un 10"25), e dopo di lui lo statunitense Bob Hayes, che vince con il medesimo tempo il titolo olimpico a Tokyo 1964 (un 10"06 elettronico).
In occasione della finale olimpica di Città del Messico 1968, lo statunitense Jim Hines diventa il primo uomo della storia a scendere sotto i 10" nella specialità, facendo registrare il tempo di 9"9 (9"95 con cronometraggio elettronico), il quale, sebbene influenzato dai 2250 metri di altitudine della capitale messicana, resisterà come record mondiale per quasi quindici anni. A partire dal 1977, la IAAF decide di prendere in esame per l'omologazione dei record soltanto le prestazioni conseguite con cronometraggio elettronico automatico. Nel 1983, Calvin Smith migliora il primato di Hines facendo registrare il tempo di 9"93 durante una gara a Colorado Springs.
Nel 1987 e nel 1988, il canadese Ben Johnson demolisce per due volte il primato mondiale correndo prima in 9"83 ai Mondiali di Roma 1987 e poi in 9"79 l'anno seguente ai Giochi olimpici di Seul 1988, battendo in entrambe le occasioni il rivale Carl Lewis; tuttavia, pochi giorni dopo il trionfo olimpico risulterà positivo al test anti-doping ed entrambi i record verranno pertanto annullati. Carl Lewis diventa così il nuovo primatista mondiale in virtù del 9"92 corso in finale a Seul, record che lo stesso Lewis porterà a 9"86 in occasione dei Mondiali di Tokyo 1991. Dopo la breve parentesi di Leroy Burrell (9"85 il 6 luglio 1994 a Losanna), il titolo di primatista mondiale passa al canadese Donovan Bailey, che vince la finale olimpica di Atlanta 1996 con il nuovo record di 9"84. Nel 1999, lo statunitense Maurice Greene diventa il primo atleta a scendere regolarmente sotto i 9"8, grazie al tempo di 9"79 corso il 16 giugno ad Atene, e rimane primatista mondiale per sei anni.
Gli anni duemila sono caratterizzati dall'entrata in scena degli sprinter giamaicani. Primo fra tutti Asafa Powell, che il 14 giugno 2005 ad Atene abbassa di due centesimi il record di Greene portandolo a 9"77, tempo che lo stesso Powell correrà in altre due occasioni nel corso dell'anno seguente, prima di fissarlo a 9"74 il 9 settembre 2007 a Rieti. Il record di Powell è tuttavia destinato a durare poco, in quanto nel 2008 un suo connazionale, Usain Bolt, prende le redini dello sprint mondiale: il 31 maggio di quell'anno il ventunenne giamaicano corre la distanza in 9"72 a New York, mentre il 16 agosto seguente vince il titolo olimpico ai Giochi di Pechino 2008 con un sensazionale 9"69. Infine, l'anno successivo, ai Mondiali di Berlino 2009, vince la finale facendo registrare il tempo di 9"58, che costituisce ancora oggi il record mondiale della specialità.

## Progressione
| Tempo                      | Vento (m/s) | Atleta             | Nazione        | Luogo                         | Data              | Note   |
| -------------------------- | ----------- | ------------------ | -------------- | ----------------------------- | ----------------- | ------ |
| 10"6 m                     | nw          | Donald Lippincott  | Stati Uniti    | Stoccolma, Svezia             | 6 luglio 1912     |        |
| 10"6 m                     | nw          | Jackson Scholz     | Stati Uniti    | Stoccolma, Svezia             | 16 settembre 1920 |        |
| 10"4 m                     | nw          | Charley Paddock    | Stati Uniti    | Redlands, Stati Uniti         | 23 aprile 1921    |        |
| 10"4 m                     | 0,0         | Eddie Tolan        | Stati Uniti    | Stoccolma, Svezia             | 8 agosto 1929     |        |
| 10"4 m                     | nw          | Eddie Tolan        | Stati Uniti    | Copenaghen, Danimarca         | 25 agosto 1929    |        |
| 10"3 m                     | nw          | Percy Williams     | Canada         | Toronto, Canada               | 9 agosto 1930     |        |
| 10"3 m                     | 0,0         | Eddie Tolan        | Stati Uniti    | Los Angeles, Stati Uniti      | 1º agosto 1932    | [ 6 ]  |
| 10"3 m                     | nw          | Ralph Metcalfe     | Stati Uniti    | Budapest, Ungheria            | 12 agosto 1933    |        |
| 10"3 m                     | nw          | Eulace Peacock     | Stati Uniti    | Oslo, Norvegia                | 6 agosto 1934     |        |
| 10"3 m                     | nw          | Chris Berger       | Paesi Bassi    | Amsterdam, Paesi Bassi        | 26 agosto 1934    |        |
| 10"3 m                     | nw          | Ralph Metcalfe     | Stati Uniti    | Nishinomiya, Giappone         | 15 settembre 1934 |        |
| 10"3 m                     | +2,0        | Ralph Metcalfe     | Stati Uniti    | Dairen, Manciukuò             | 23 settembre 1934 |        |
| 10"3 m                     | +2,5        | Takayoshi Yoshioka | Giappone       | Tokyo, Giappone               | 15 giugno 1935    |        |
| 10"2 m                     | +1,2        | Jesse Owens        | Stati Uniti    | Chicago, Stati Uniti          | 20 giugno 1936    |        |
| 10"2 m                     | -0,9        | Harold Davis       | Stati Uniti    | Compton, Stati Uniti          | 6 giugno 1941     |        |
| 10"2 m                     | +0,7        | Lloyd LaBeach      | Panama         | Fresno, Stati Uniti           | 15 maggio 1948    |        |
| 10"2 m                     | nw          | Barney Ewell       | Stati Uniti    | Evanston, Stati Uniti         | 9 luglio 1948     | [ 7 ]  |
| 10"2 m                     | 0,0         | McDonald Bailey    | Regno Unito    | Belgrado, Jugoslavia          | 25 agosto 1951    |        |
| 10"2 m                     | +1,1        | Heinz Fütterer     | Germania Ovest | Yokohama, Giappone            | 31 ottobre 1954   |        |
| 10"2 m                     | +0,9        | Bobby Joe Morrow   | Stati Uniti    | Houston, Stati Uniti          | 19 maggio 1956    |        |
| 10"2 m                     | -1,0        | Ira Murchison      | Stati Uniti    | Compton, Stati Uniti          | 1º giugno 1956    |        |
| 10"2 m                     | 0,0         | Bobby Joe Morrow   | Stati Uniti    | Bakersfield, Stati Uniti      | 22 giugno 1956    |        |
| 10"2 m                     | -1,3        | Ira Murchison      | Stati Uniti    | Los Angeles, Stati Uniti      | 29 giugno 1956    |        |
| 10"2 m                     | -0,4        | Bobby Joe Morrow   | Stati Uniti    | Los Angeles, Stati Uniti      | 29 giugno 1956    |        |
| 10"1 m                     | +0,7        | Willie Williams    | Stati Uniti    | Berlino Est, Germania Est     | 3 agosto 1956     |        |
| 10"1 m                     | +1,0        | Ira Murchison      | Stati Uniti    | Berlino Est, Germania Est     | 4 agosto 1956     |        |
| 10"1 m                     | +1,4        | Leamon King        | Stati Uniti    | Ontario, Stati Uniti          | 20 ottobre 1956   |        |
| 10"1 m                     | +0,9        | Leamon King        | Stati Uniti    | Santa Ana, Stati Uniti        | 27 ottobre 1956   |        |
| 10"1 m                     | +1,3        | Ray Norton         | Stati Uniti    | San Jose, Stati Uniti         | 18 aprile 1959    |        |
| 10"0 m                     | +0,9        | Armin Hary         | Germania Ovest | Zurigo, Svizzera              | 21 giugno 1960    | [ 8 ]  |
| 10"0 m                     | +1,8        | Harry Jerome       | Canada         | Saskatoon, Canada             | 15 luglio 1960    |        |
| 10"0 m                     | 0,0         | Horacio Esteves    | Venezuela      | Caracas, Venezuela            | 15 agosto 1964    |        |
| 10"0 m                     | +1,0        | Bob Hayes          | Stati Uniti    | Tokyo, Giappone               | 15 ottobre 1964   | [ 9 ]  |
| 10"0 m                     | +2,0        | Jim Hines          | Stati Uniti    | Modesto, Stati Uniti          | 27 maggio 1967    | [ 10 ] |
| 10"0 m                     | +1,8        | Enrique Figuerola  | Cuba           | Budapest, Ungheria            | 17 giugno 1967    |        |
| 10"0 m                     | +0,2        | Paul Nash          | Sudafrica      | Krugersdorp, Sudafrica        | 2 aprile 1968     |        |
| 10"0 m                     | +1,2        | Oliver Ford        | Stati Uniti    | Albuquerque, Stati Uniti      | 31 maggio 1968    |        |
| 10"0 m                     | +2,0        | Charles Greene     | Stati Uniti    | Sacramento, Stati Uniti       | 20 giugno 1968    | [ 11 ] |
| 10"0 m                     | +2,0        | Roger Bambuck      | Francia        | Sacramento, Stati Uniti       | 20 giugno 1968    | [ 12 ] |
| 9"9 m                      | +0,9        | Jim Hines          | Stati Uniti    | Sacramento, Stati Uniti       | 20 giugno 1968    | [ 13 ] |
| 9"9 m                      | +0,8        | Ronnie Ray Smith   | Stati Uniti    | Sacramento, Stati Uniti       | 20 giugno 1968    | [ 14 ] |
| 9"9 m                      | +0,9        | Charles Greene     | Stati Uniti    | Sacramento, Stati Uniti       | 20 giugno 1968    | [ 15 ] |
| 9"9 m                      | +0,3        | Jim Hines          | Stati Uniti    | Città del Messico, Messico    | 14 ottobre 1968   | a,     |
| 9"9 m                      | 0,0         | Eddie Hart         | Stati Uniti    | Eugene, Stati Uniti           | 1º luglio 1972    |        |
| 9"9 m                      | 0,0         | Rey Robinson       | Stati Uniti    | Eugene, Stati Uniti           | 1º luglio 1972    |        |
| 9"9 m                      | +1,3        | Steve Williams     | Stati Uniti    | Los Angeles, Stati Uniti      | 21 giugno 1974    |        |
| 9"9 m                      | +1,7        | Silvio Leonard     | Cuba           | Ostrava, Cecoslovacchia       | 5 giugno 1975     |        |
| 9"9 m                      | 0,0         | Steve Williams     | Stati Uniti    | Siena, Italia                 | 16 luglio 1975    |        |
| 9"9 m                      | -0,2        | Steve Williams     | Stati Uniti    | Berlino Ovest, Germania Ovest | 22 agosto 1975    |        |
| 9"9 m                      | +0,7        | Steve Williams     | Stati Uniti    | Gainesville, Stati Uniti      | 27 marzo 1976     |        |
| 9"9 m                      | +0,7        | Harvey Glance      | Stati Uniti    | Columbia, Stati Uniti         | 3 aprile 1976     |        |
| 9"9 m                      | nw          | Harvey Glance      | Stati Uniti    | Baton Rouge, Stati Uniti      | 1º maggio 1976    |        |
| 9"9 m                      | +1,7        | Don Quarrie        | Giamaica       | Modesto, Stati Uniti          | 22 maggio 1976    |        |
| Cronometraggio elettronico |             |                    |                |                               |                   |        |
| 9"95                       | +0,3        | Jim Hines          | Stati Uniti    | Città del Messico, Messico    | 14 ottobre 1968   | a      |
| 9"93                       | +1,4        | Calvin Smith       | Stati Uniti    | Colorado Springs, Stati Uniti | 3 luglio 1983     | a      |
| 9"93                       | +1,0        | Carl Lewis         | Stati Uniti    | Roma, Italia                  | 30 agosto 1987    |        |
| 9"92                       | +1,1        | Carl Lewis         | Stati Uniti    | Seul, Corea del Sud           | 24 settembre 1988 |        |
| 9"90                       | +1,9        | Leroy Burrell      | Stati Uniti    | New York, Stati Uniti         | 14 giugno 1991    |        |
| 9"86                       | +1,2        | Carl Lewis         | Stati Uniti    | Tokyo, Giappone               | 25 agosto 1991    |        |
| 9"85                       | +1,2        | Leroy Burrell      | Stati Uniti    | Losanna, Svizzera             | 6 luglio 1994     |        |
| 9"84                       | +0,7        | Donovan Bailey     | Canada         | Atlanta, Stati Uniti          | 27 luglio 1996    |        |
| 9"79                       | +0,1        | Maurice Greene     | Stati Uniti    | Atene, Grecia                 | 16 giugno 1999    |        |
| 9"77                       | +1,6        | Asafa Powell       | Giamaica       | Atene, Grecia                 | 14 giugno 2005    |        |
| 9"77                       | +1,5        | Asafa Powell       | Giamaica       | Gateshead, Regno Unito        | 11 giugno 2006    |        |
| 9"77                       | +1,0        | Asafa Powell       | Giamaica       | Zurigo, Svizzera              | 18 agosto 2006    |        |
| 9"74                       | +1,7        | Asafa Powell       | Giamaica       | Rieti, Italia                 | 9 settembre 2007  |        |
| 9"72                       | +1,7        | Usain Bolt         | Giamaica       | New York, Stati Uniti         | 31 maggio 2008    |        |
| 9"69                       | 0,0         | Usain Bolt         | Giamaica       | Pechino, Cina                 | 16 agosto 2008    |        |
| 9"58                       | +0,9        | Usain Bolt         | Giamaica       | Berlino, Germania             | 16 agosto 2009    |        |

### Record revocati

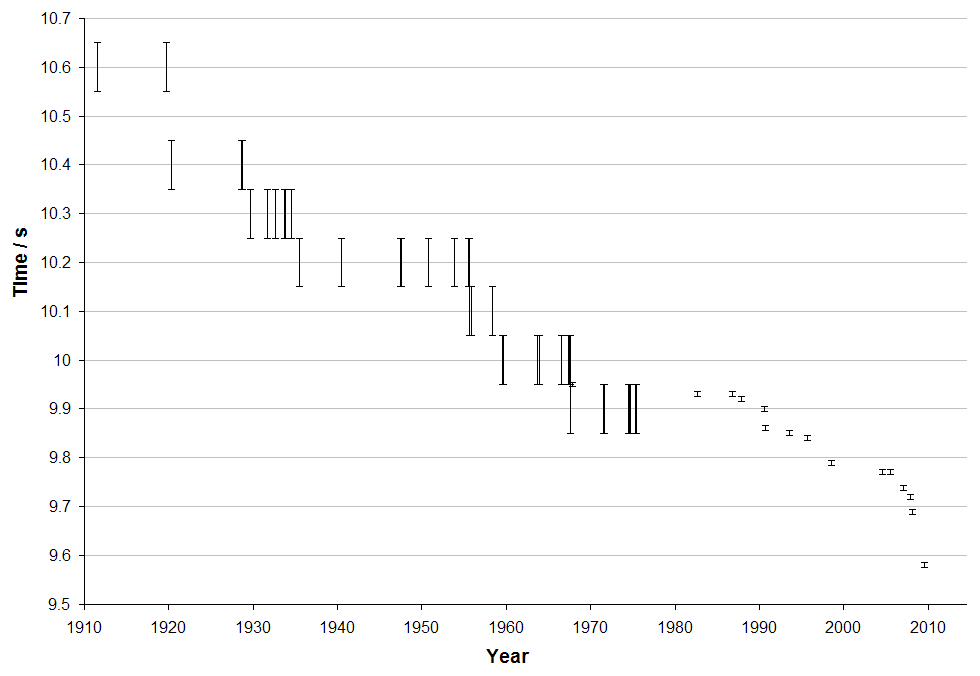
Progressione del record mondiale dei 100 m piani maschili

| Tempo | Vento (m/s) | Atleta         | Nazione     | Luogo               | Data              | Note |
| ----- | ----------- | -------------- | ----------- | ------------------- | ----------------- | ---- |
| 9"83  | +1,0        | Ben Johnson    | Canada      | Roma, Italia        | 30 agosto 1987    |      |
| 9"79  | +1,1        | Ben Johnson    | Canada      | Seul, Corea del Sud | 24 settembre 1988 |      |
| 9"78  | +2,0        | Tim Montgomery | Stati Uniti | Parigi, Francia     | 14 settembre 2002 |      |
| 9"77  | +1,7        | Justin Gatlin  | Stati Uniti | Doha, Qatar         | 12 maggio 2006    |      |